# Kunqu
Opera Kunqu, znana też jako Kunju (昆剧) – jedna z najstarszych form opery chińskiej, jaka dotrwała do naszych czasów.
Powstała na przełomie panowania dynastii Yuan (1271–1368) i Ming (1368–1644). Zdominowała teatr chiński w czasie od XVI do XVIII w. i wywarła decydujący wpływ na nowsze chińskie formy operowe – opery pekińskiej i syczuańskiej. Szczyt popularności osiągnęła na przełomie panowania dynastii Ming i Qing (1644–1911). Od XVIII w. stopniowo traci znaczenie. Na początku XX wieku ten gatunek opery był zagrożony całkowitym wygaśnięciem. Aktualnie w obliczu konkurencji ze strony kultury masowej i braku zainteresowania ze strony młodszego pokolenia istnieje niebezpieczeństwo zaniku tej formy opery jako żywej sztuki, a jej repertuar jest systematycznie ograniczany. Jeszcze w połowie XX wieku regularnie wykonywano ok. 400 arii, obecnie już tylko kilkadziesiąt.
Opera Kunqu wymaga od publiczności wysokiego poziomu wiedzy, np. przez liczbę rekwizytów sprowadzoną do minimum, trzeba znać gest tkania lub jazdy konnej. Konstrukcja kompozycji charakteryzuje się zastosowaniem wiodącej melodii kunqiang (jednej z czterech wielkich melodii charakterystycznych opery chińskiej, obok bangziqiang, huangpiqiang i gaoqiang) i wirtuozowskimi schematami rytmicznymi changqiang. Łączy w jednej formie scenicznej śpiew, recytację, taniec wykorzystujący dwa podstawowe kroki taneczne oraz ruch ciała o niezwykłej różnorodności, wyrażający konkretne emocje.
Układ sceniczny jest dynamiczny, zaś charakterystyczne dla obsady są główne role młodego mężczyzny i młodej kobiety; występują też role komediowe i rola starego człowieka. Zostały one później zastosowane również w innych formach opery chińskiej. Aktorom akompaniują instrumenty strunowe, dęte i perkusyjne.
Profesjonalne zespoły uprawiające operę Kunqu działają obecnie w siedmiu miastach – w Pekinie, Szanghaju, Yongjia/Wenzhou, Chenzhou, Hangzhou, Tajpej i Nankinie. Amatorskie zespoły operowe działają w wielu innych miastach Chin i za granicą.
W 2001 roku opera Kunqu została proklamowana arcydziełem ustnego i niematerialnego dziedzictwa ludzkości, a w 2008 roku wpisana na listę niematerialnego dziedzictwa UNESCO.